# Federico Rutllant
Federico Rutllant Alsina (Agullana, Alto Ampurdán, Cataluña, 1904 - Chile, 1971) fue un astrónomo nacido en España y nacionalizado chileno. Director del Observatorio Astronómico Nacional de la Universidad de Chile entre 1950 y 1963, es conocido por lograr la cooperación con diversas instituciones científicas internacionales que llevó al establecimiento de grandes observatorios astronómicos en el Norte Chico de Chile. 

## Biografía
Hijo de Joan Rutllant (Angullana) y Ana Alsina (La Junquera), nació en el pueblo de Angullana, al norte de la provincia de Gerona, en Cataluña, España. Llegó a Chile a los 8 años. Realizó sus estudios secundarios en Santiago, en el Liceo Lastarria y el Instituto Nacional. 
Estudió Matemáticas y Física en el Instituto Pedagógico de la Universidad de Chile entre 1922 y 1925. Allí, entre 1924 y 1927, fue ayudante de la cátedra de Física del Dr. Wilhem Ziegler. Egresó como profesor en esas materias en 1926, con una memoria sobre "Teoría Atómica Moderna". Luego pasó un período enseñando en instituciones como el Instituto Nacional, la Escuela de Artes y Oficios y la Escuela Militar. También el Ministerio de Educación lo empleó en el análisis del cambio de los planes de estudio físico-matemáticos.
En 1930 se incorporó como "astrónomo de sección" al Observatorio Astronómico Nacional (OAN), al tiempo que fue bibliotecario del Círculo de Profesores de Matemáticas y redactor de la Revista de Matemáticas y Física Elementales publicada por el mismo grupo entre 1930 y 1931. En 1932 se convierte en jefe de la "Sección Meridiano" del observatorio.
Entre 1940 y 1941 realiza un viaje de estudios a Argentina.  En 1942 se convirtió en miembro académico de la Facultad de Ciencias Físicas y Matemáticas de la Universidad de Chile y ganó oposiciones para impartir cátedras allí (Álgebra Superior e  Introducción al cálculo infinitesimal, Trigonometría plana y esférica y Geometría Analítica 1a parte). Al año siguiente se convierte en académico de la Facultad de Filosofía y Educación de la misma universidad, donde comienza a dictar la materia "Cosmografía y astronomía" en el Instituto Pedagógico, para la que es designado también en Ingeniería en 1945. En esos momentos estaba realizando un programa de observaciones para medir variaciones en la latitud de Santiago de Chile. 
Entre 1944 y 1946 realizó una residencia en el Trinity College de Cambridge, por invitación del gobierno británico, donde realizó estudios con Arthur Eddington y Hermann Brück. Junto a este último realizó una investigación que permitió estimar la velocidad promedio de la partículas ionizadas que viajan entre el Sol y la Tierra en 750 km/s. En Inglaterra Rutllant también grabó para el Servicio Latinoamericano de la BBC disertaciones divulgativas de temas astronómicos y astrofísicos que fueron difundidas por dicha radioemisora.
Fue director del Observatorio Astronómico Nacional de la Universidad de Chile entre 1950 y 1963, sucediendo en el cargo a Rómulo Grandón (1943-1950). Gestionó el traslado del OAN a su actual ubicación en Cerro Calán desde su antiguo emplazamiento en Cerrillos. Creó el primer radiotelescopio del país en Maipú (1959), en colaboración con Carnagie Institution y la Universidad de Florida, estudios de la calidad de los cielos de Chile (1959). Promovió la suscripción de convenios internacionales que llevaron a la instalación en el país de diferentes observatorios extranjeros, partiendo por el instalado en el  Cerro Tololo por un consorcio norteamericano (AURA), otro europeo (ESO) en Cerro La Silla y la entonces estación astronómica soviética ubicada en el Cerro El Roble dependiente del Observatorio Pulkovo, que posteriormente fue traspasada a la Universidad de Chile.
El 20 de septiembre de 1963, cuando se cuestionó su manejo de los fondos llegados al Observatorio desde AURA y otras organizaciones internacionales, renunció intempestivamente a la dirección del OAN y esa misma mañana entregó las llaves del edificio al astrónomo Claudio Anguita, que lo sucedió en 1964 y concluyó la etapa de instalación de los observatorios internacionales. Esta salida abruta llevó a que Rutllant ya no perteneciera a la Universidad cuando se inauguraron los grandes observatorios que se instalados a partir de su gestión. Posteriormente trabajó como profesor de matemáticas de la Universidad Técnica Federico Santa María.

## Instalación de observatorios internacionales
Los esfuerzos de Rutllant por atraer observatorios a Chile se vincula a un esfuerzo regional tendiente a involucrar a otros países latinoamericanos en la construcción en Chile de un "Observatorio Interamericano Austral" dedicado a investigación astrofísica. Este proyecto  se presentó durante una reunión que se realizaba en el Observatorio de Bosque Alegre, Córdoba, Argentina, con auspicio de la Unesco, durante enero de 1957 y sería fuertemente financiado por la Universidad de Chile.
El proyecto no prosperó, pero posteriormente, durante una visita realizada por Rutllant a Estados Unidos en mayo y junio de 1958, convencido de la calidad de los cielos chilenos, volvió a intentar plantear una colaboración en este sentido. Después de una serie de contactos infructuosos, la propuesta fue favorablemente acogida por Gerard Kuiper, director del Observatorio Yerkes y del Observatorio McDonald, de modo que se entabló entre ambos una relación que resultaría en la posterior firma del primer convenio de instalacióne de un observatorio internacional, con la red de universidades norteamericanas AURA (1961), que sería el modelo para los convenios que siguieron. Para ello fueron centrales las mediciones realizadas en 1959 por Jürgen Stock en coordinación con el Observatorio Astronómico Nacional, que validaban la calidad de las condiciones de observación en Chile y culminaron con la elección de Cerro Tololo como la locación indicada para instalar un gran observatorio.

## Obras

### Libros
- Rutllant, F. (1955). Algebra: apuntes de clases, Editorial Universitaria, 2 volúmenes.

### Artículos
Entre 1930 y 1931 Rutllant fue uno de los redactores de la Revista de Matemáticas y Física Elementales, con la dirección honoraria de Ricardo Poenisch, Enrique Marshall y Ramón Salas Edwards. Junto a Rutllant, otros redactores eran:  Enrique Froemel, Jenaro Moreno, Manuel Pérez Román, Sansón Radical, Carlos Videla, Francisco Canales, Domingo Almendras y Esteban Doñas. El grupo estaba formado por antiguos discípulos de Poenisch.
- Rutllant, F. (1936). Observaciones del Cometa 1936 a (Peltier). Astronomische Nachrichten, 261, 135.
- Rutllant, F. (1945). Some measures of the spectra of Nova Herculis 1934. Monthly Notices of the Royal Astronomical Society, 105(5), 280-281
- Brück, H. A., & Rutllant, F. (1946). Some observations of the H and K lines in the solar spectrum during a magnetic storm. Monthly Notices of the Royal Astronomical Society, 106(2), 130-134.
- Rutlland, F. (1945, July). Sobre astrofísica y evolución estelar. In Anales de la Facultad de Ciencias Físicas y Matemáticas (Vol. 2, No. 2, pp. ág-12).
- Dujisin, M., & Rutllant, F. (1950, May). Visual Observations of Minor Planets Made at Santiago, Chile. En MPC (Vol. 424, p. 2).
- Rutllant, F., & Romero, G. (1951, April). Observations of Minor Planets Made at Santiago, Chile. En MPC (Minor Planets Center) (Vol. 535, p. 1).
- Rutlland, F. (1956, August). Discurso de incorporación del profesor Federico Rutllant Alsina. In Anales de la Facultad de Ciencias Físicas y Matemáticas (Vol. 13, No. 13, pp. ág-25)
- Rutllant, F., Gutierrez, A., & Torres, C. (1956, June). Astrographic Observations of Minor Planets Made at Santiago, Chile. In MPC (Vol. 1435, p. 1).
- Rutllant, F. (1957). Chile's New National Astronomical Observatory. S&T (Sky and Telescope), 16, 474.
- Rutllant, F., Moreno, H., & Gutierrez, A. (1958, October). Accurate Photographic Positions of Minor Planet (51) Nemausa Obtained at Santiago, Chile. In MPC (Vol. 1803, p. 1).
- Rutllant, F. (1960). The Observatory in Santiago. The Astronomical Journal, 65, 193.
- Rutllant, F., & Gutierrez, A. (1960, March). Accurate Photographic Positions of Minor Planets Obtained at Santiago, Chile. In MPC (Minor Planets Center) (Vol. 1985, p. 1).

## Homenajes
- El asteroide (2518) Rutllant fue bautizado en su honor.
- El auditorio del Observatorio Astronómico Nacional de Chile lleva su nombre.